# Albert Riera
Albert Riera Ortega známější jen jako Albert Riera (* 15. duben 1982, Manacor, Mallorca) je španělský levonohý fotbalový záložník, od ledna 2016 bez angažmá.

## Klubová kariéra
Riera až do jedenadvaceti let hrál za svůj mateřský klub RCD Mallorca. Poté se vydal do Francie, konkrétně do Girondins Bordeaux, kde působil 2 roky, než si ho vyhlédl barcelonský Espanyol. V dresu katalánského týmu se však zprvu neprosadil, proto odešel na půlroční hostování do Manchesteru City. Po svém návratu zpět do Barcelony však začal zářit a v sezóně 2006/2007 dovedl Espanyol až do finále poháru UEFA, kde však, i přes Rierův gól, katalánský celek podlehl Seville po penaltovém rozstřelu.

1. září 2008 Rieru koupil, v poslední den přestupního termínu, Liverpool za částku pohybující se okolo osmi miliónů liber. Riera zde podepsal čtyřletou smlouvu a vybral si číslo 11.

## Reprezentační kariéra
Riera debutoval ve španělské reprezentaci 13. října 2007 v kvalifikačním utkání o postup na EURO 2008 proti Dánsku a ve svém prvním zápase si připsal gól, když upravoval na 3:1 z pohledu Španělska. I přes tento úspěch se však nevešel do závěrečné nominace na evropský šampionát.

Pod trenérem Vicentem del Bosquem, který převzal španělskou reprezentaci po EURU 2008, se stal Albert Riera důležitým článkem levé strany zálohy reprezentačního výběru. Jeho největším reprezentačním úspěchem je bronzová medaile z Konfederačního poháru FIFA 2009.
Celkem odehrál v letech 2007–2009 za španělský národní tým 16 zápasů a vsítil 4 branky.